# Xã Boggs, Quận Centre, Pennsylvania
Xã Boggs (tiếng Anh: Boggs Township) là một xã thuộc quận Centre, tiểu bang Pennsylvania, Hoa Kỳ. Năm 2010, dân số của xã này là 2.985 người.